# Wish Bone
Wish Bone, de son vrai nom Charles C. Scruggs, Jr, né le 17 février 1975 à Cleveland, dans l'Ohio, est un rappeur et producteur américain. Il est membre du groupe Bone Thugs-N-Harmony.

## Biographie
Wish Bone démarre initialement sa carrière musicale avec le groupe de hip-hop Bone Thugs-N-Harmony auquel il contribuera à la popularité et au succès. Il participe au premier album du groupe, E 1999 Eternal, publié le 25 juillet 1995 classé premier du classement Billboard 200.
Après le succès du groupe au milieu des années 1990, Wish Bone reste relativement inactif et silencieux comparé à ses collègues et rappeurs Krayzie Bone, Layzie Bone, Flesh-N-Bone, et Bizzy Bone, ceux-ci ayant décidé de se lancer dans une carrière solo ou dans des albums en collaboration avec la Mo Thugs Family. Lors d'un entretien en 2014, Wish Bone confie avoir été « un grand fan des Geto Boys. »